# Lago Grimsel
O Lago Grimsel (em alemão:  Grimselsee)  é um lago de barragem localizado na Passo de Grimsel no cantão de Berna na Suíça.
Tem um volume total de 95 milhões de metros cúbicos de água, é o maior lago de retenção de energia hidrelétrica na região. A barragem foi concluída em 1932 e é operada pela empresa Kraftwerke Oberhasli AG (KWO). Este lago está localizado no território do município de Guttannen.